# Elmdale, Kansas
Elmdale är en ort i Chase County i Kansas. Vid 2010 års folkräkning hade Elmdale 55 invånare.